# Langrayen des Fidji
Artamus mentalis
Espèce
Statut de conservation UICN

 LC  : Préoccupation mineure
Le Langrayen des Fidji (Artamus mentalis) est une espèce de passereau de la famille des Artamidae. Il est endémique à la plupart des îles Fidji, mais il est absent de l'archipel de Kadavu et de l'archipel de Lau.
L'espèce était autrefois considérée comme une sous-espèce du Langrayen à ventre blanc, trouvé en Australie, Nouvelle-Calédonie, au Vanuatu, à Bornéo et aux Philippines.

## Description
Le Langrayen des Fidji est un oiseau trapu de 18 centimètres de long avec un gros bec bleu à bout noir. Le plumage est noir au-dessus, avec le ventre, le croupion et la gorge blancs. Il se distingue du Langrayen à ventre blanc par la quantité de blanc sur la gorge, qui, chez le Langrayen des Fidji remonte jusqu'au bec.

## Distribution et habitat
Le Langrayen des Fidji est endémique dans les principales îles des Fidji, notamment Viti Levu, Vanua Levu et Taveuni. Il est absent de la quatrième plus grande île, Kadavu, mais il est présent sur la petite île de Gau dans l'archipel Lomaiviti. Son habitat naturel est les forêts tropicales humides de plaine et les savanes mais il s'est adapté à l'habitat humain modifié et vit aussi dans les zones cultivées. Il y a même des populations urbaines à Suva et Nadi. Sur Viti Levu, on le trouve sur les hauts plateaux, mais pas sur les hauts plateaux de Taveuni.
Le Langrayen des Fidji est sédentaire. Les groupes familiaux occupent un arbre dans lequel ils se reposent et nichent sur plusieurs années.

## Alimentation
Le Langrayen des Fidji se nourrit principalement d'insectes (papillons, libellules, sauterelles) et étant la principale proie prises. La plupart des proies sont saisies au vol, l'oiseau étant perché en évidence pour attendre le passage d'un insecte et se lancer à sa poursuite. La proie est habituellement attrapée en plein air loin des obstacles, mais est parfois prise près du sol. Il peut aussi effectuer des recherches sur les végétaux et s'emparer ainsi des insectes. Il se pose rarement à terre pour capturer ses proies. Les petites proies sont avalées entières alors que les plus grosses sont démembrées, l'oiseau perché sur un pied, tenant la proie dans son autre patte et la piquetant. Il arrache souvent les ailes de certaines espèces, comme les libellules, avant de les avaler.
Les groupes familiaux se nourrissent les uns les autres au cours de la saison de reproduction, et les oiseaux blessés sont nourris par le groupe pendant qu'ils se rétablissent.